# J.J. Cale
John Weldon Cale, detto J.J. (Oklahoma City, 5 dicembre 1938 – La Jolla, 26 luglio 2013), è stato un cantautore e chitarrista statunitense.

## Biografia
John Weldon Cale nacque il 5 dicembre 1938 a Oklahoma City, in Oklahoma. Trascorse la sua giovinezza a Tulsa e nel 1956 terminò gli studi presso la Tulsa Central High School. Oltre ad imparare a suonare la chitarra, iniziò a studiare i principi dell'ingegneria acustica, mentre viveva ancora con i suoi genitori a Tulsa, dove costruì inoltre uno studio di registrazione. Dopo la scuola superiore, fu chiamato al servizio militare di leva e studiò brevemente presso la Chanute Air Force Base di Rantoul, nell'Illinois, dove imparò alcune tecniche dell'elettronica.
Autore generoso e artista riservato, considerato un capofila del cosiddetto Tulsa sound, con uno stile inconfondibile che riesce a fondere diversi generi, tra i quali il blues, il jazz e il country-rock, è noto al grande pubblico per aver composto due tra i grandi successi di Eric Clapton, After Midnight e Cocaine, così come molti altri brani registrati da altri artisti (Lynyrd Skynyrd e Captain Beefheart tra gli altri). Ha vinto un Grammy Award con The Road to Escondido.
J.J. Cale nei suoi 40 anni di carriera aveva scritto e eseguito una serie di soffici ballate d'atmosfera, accompagnate in modo dolce e sempre poetico dalla chitarra e da una voce non aggressiva, anche quando i ritmi si fanno più decisi e vicini al rock-jazz. Il suo stile chiamato Tulsa sound può essere definito Laid Back (rilassato), con sonorità a metà strada fra country, blues e rock and roll, con occasionali contaminazioni di funk e jazz, ha influenzato oltre Eric Clapton molti artisti della scena anni '70 tra cui i Dire Straits.
Di carattere riservato e poco interessato alle luci della ribalta, aveva al tempo stesso tantissimi fan ed estimatori ed era molto ammirato nel campo dell'industria musicale.

## Morte
Muore improvvisamente di infarto all'età di 75 anni a La Jolla, in California, il 26 luglio 2013.

## Vita privata
Dal 1995 fino alla sua morte era sposato con la musicista Christine Lakeland.

## Discografia

### Album in studio
- 1971 – Naturally
- 1972 – Really
- 1974 – Okie
- 1976 – Troubadour
- 1979 – 5
- 1981 – Shades
- 1982 – Grasshopper
- 1983 – 8
- 1990 – Travel Log
- 1992 – Number 10
- 1994 – Closer to You
- 1996 – Guitar Man
- 2004 – To Tulsa and Back
- 2009 – Roll On
- 2019 – Stay Around

### Album dal vivo
- 2001 – J.J.Cale Live

### Colonne sonore
- 1984 – La Femme de mon pote

### Raccolte
- 1984 – Special Edition
- 1997 – Anyway the Wind Blows: The Anthology
- 2007 – Rewind (inediti)

### Con i The Leathercoated Minds
- 1967 – A Trip Down the Sunset Strip

### Con Eric Clapton

#### Album in studio
- 2006 – The Road to Escondido

#### Album dal vivo
- 2007 – Live in San Diego

### Tributi
- 2013 – The Breeze: An Appreciation of JJ Cale

## Film
- 2005 - To Tulsa and Back: On Tour with J.J Cale [Documentary] - Regia: Jörg Bundschuh - Durata: 88 min.- Lingua: Inglese

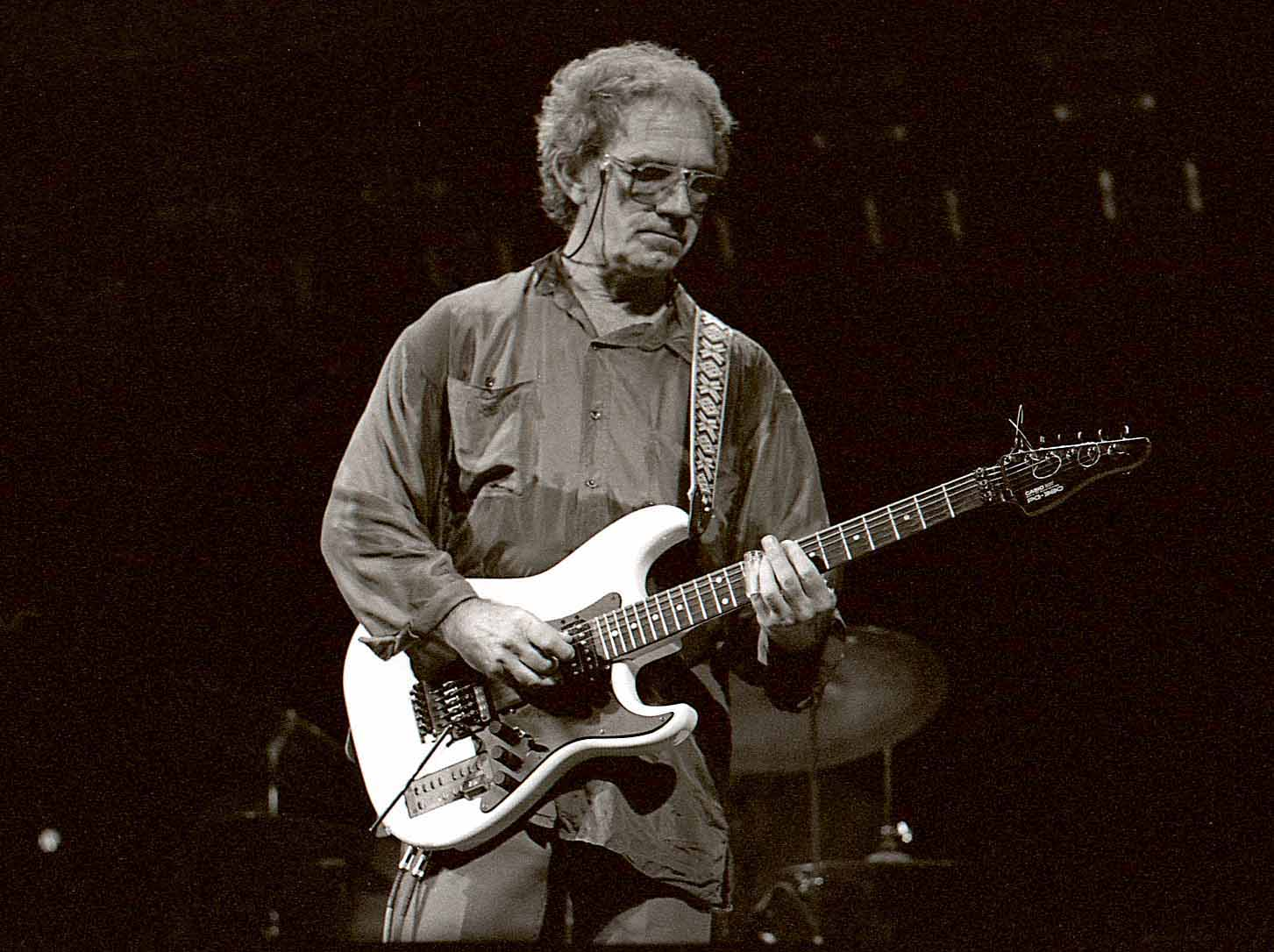
J.J. Cale

## Cover eseguite da altri artisti
- John Mayer: Call Me the Breeze
- Brad Absher: The Sensitive Kind
- Tom Barman dei dEUS: Magnolia & After Midnight
- Chet Atkins: After Midnight
- The Band: Crazy Mama
- The Barcodes: Don't Go To Strangers
- Bob Wilber Quintet: After Midnight
- Clarence Gatemouth Brown: Don't Cry Sister
- John Mayer Trio, Chick Corea, Wallace Roney, Manolo Badrena: After Midnight
- Captain Beefheart: Same Old Blues
- Larry Carlton: Crazy Mama
- Johnny Cash: Call Me The Breeze
- Magna Carta: Magnolia
- Eric Clapton: After Midnight, Cocaine, I'll Make Love To You Anytime, Travelin' Light, Someone Knocking at My Door
- David Allen Coe: Call Me The Breeze
- Randy Crawford: Cajun Moon
- Daddy's Favorite: Let Me Do It To You
- Deep Purple: Magnolia
- Dr. Feelgood: No Time
- Dr. Hook: Call Me The Breeze, Clyde
- José Feliciano: Magnolia
- Bryan Ferry: Same Old Blues
- John Illsley: Cocaine
- Waylon Jennings: Call Me The Breeze
- Kansas: Bringing It Back
- Freddie King: Same Old Blues
- Lynyrd Skynyrd: Bringing It Back, Call Me The Breeze, Same Old Blues
- John Mayall: The Sensitive Kind
- Sérgio Mendes: After Midnight
- Maria Muldaur: Cajun Moon
- Nazareth: Cocaine
- Brother Phelps: Anyway The Wind Blows
- Poco: Cajun Moon, Magnolia
- Toni Prince: Like You Used To
- Redbone: Crazy Mama
- Johnny Rivers: Crazy Mama, Don't Go To Strangers
- Santana: The Sensitive Kind
- Merl Saunders with Jerry Garcia: After Midnight
- Seldom Scene: After Midnight
- Chris Smither: Magnolia
- Spiritualized: Call Me The Breeze
- Pat Travers: Magnolia
- Widespread Panic: Ride Me High (Live in the Classic City), Travelin' Light
- Bill Wyman e i The Rhythm Kings: Anyway The Wind Blows
- Eric Clapton e Steve Winwood: Low Down (Live from Madison Square Garden)
- The True Blues Band: Call Me The Breeze